# Love Scars
„Love Scars” –  piosenka amerykańskiego rapera Trippie Redda, wydana 24 listopada 2016 r. Utwór zyskał popularność w 2017 roku, stając się jedną z najpopularniejszych piosenek Redda i pojawił się na jego debiutanckim komercyjnym mixtapie A Love Letter to You (2017).

## Tło
Według Trippie Redda, piosenka została nagrana w Columbus w stanie Ohio i nagrał ją w jednym ujęciu w ciemnym pokoju. Pierwotnie stworzył piosenkę zatytułowaną „Long Way Home From Mars / Love Scars”, ale podzielił ją na dwie piosenki. Piosenka zawiera również sampel z gry wideo Metroid Prime.
Piosenka zaczęła przyciągać uwagę na początku 2017 roku. Sukces piosenki pomógł Reddowi osiągnąć sławę.

## Pozycje na listach przebojów
| Lista (2017)                               | Pozycja |
| ------------------------------------------ | ------- |
| Bubbling Under Hot 100 Singles (Billboard) | 15      |
| Bubbling Under Hot R&B/Hip-Hop Songs       | 1       |

## Certyfikaty
| Kraj                  | Certyfikat | Ilość sprzedanych jednostek |
| --------------------- | ---------- | --------------------------- |
| Kanada (Music Canada) | Platyna    | 80,000                      |
| USA (RIAA)            | 2× Platyna | 2,000,000                   |